# Radiotelevisiun Svizra Rumantscha
Radiotelevisiun Svizra Rumantscha, vaak afgekort als RTR, is de Retoromaanstalige publieke omroep van Zwitserland. Het maakt deel uit van het samenwerkingsverband SRG SSR.

## Geschiedenis
Op 17 januari 1925 werd de eerste uitzending in de Retoromaanse taal uitgezonden, maar het duurde tot 1954 totdat er een reguliere uitzending kwam. Nadat het Retoromaans in 1938 een officiële taal werd in Zwitserland kon de omroep toetreden tot de SRG SSR. Hierdoor kon de omroep ook deelnemen aan het Eurovisiesongfestival.
Op de 25e verjaardag van de Retoromaanse taal als officiële taal in Zwitserland op 17 januari vond de eerste televisie-uitzending van de omroep plaats.
Sinds 2008 zendt de radiozender Radio Rumantsch 24 uur per dag uit. De televisiezender zendt circa negentig minuten per dag uit. De radiozender wijzigde in juni 2020 zijn naam in Radio RTR.

## Kanalen

### Radiozender
- Radio RTR

### Televisiezender
- Televisiun Rumantscha

## Trivia
- Radiotelevisiun Svizra Rumantscha is de eerste en enige omroep ter wereld die zijn programma's uitzendt in het Retoromaans.